# Peter Dawo
Peter Ochieng Dawo (Kericho, 1964) è un ex calciatore keniota, di ruolo attaccante. È considerato uno dei più forti e significativi attaccanti del suo paese e una vera e propria leggenda del Gor Mahia.

## Biografia
Suo nipote Patrick Oboya è stato a sua volta un calciatore professionista.

## Carriera

### Club
Nato nel 1964 a Kericho, Dawo dopo essersi formato calcisticamente nelle rappresentative scolastiche, iniziò la sua carriera nel piccolo club Rarcom di Kitale ma riuscì a farsi notare nel 1986 ai KECOSO Games, torneo riservato agli impiegati parastatali nei trasporti, con il Railway Training School Le buone prestazioni lo portarono ad essere ingaggiato dal titolato Gor Mahia. Sotto la guida dell'allenatore danese Jack Johnson, che ne curò il miglioramento dal punto di vista tecnico, dell'aggressività e della prestazione fisica, è protagonista della Coppa delle Coppe d'Africa 1987, che il club di Nairobi vinse grazie alle sue ottime prestazioni ed alle dieci reti che ne fecero il campocannoniere del torneo. Con il club capitolino vinse anche due campionati e due coppe nazionali.
Nel 1990 viene acquistato dagli egiziani del Al-Mokawloon, divenendo così il primo keniano a giocare nel massimo campionato egiziano. Dawo non riuscì però ad adattarsi al nuovo ambiente e nel 1991 passò agli omaniti dell'Al-Seeb.
Nel 1992 torna al Gor Mahia, con cui vince un altro campionato prima del suo ritiro nel 1993.
Anche il nipote Patrick Oboya è stato un calciatore professionista. Lasciato il calcio giocato, inizia a lavorare per la contea di Kisumu. Nel 2023 gli è stato dedicato un documentario dall'emittente keniana NTV dal titolo "The Making of Peter Dawo".

### Nazionale
Ha militato nella nazionale kenyana partecipando a due edizioni della Coppa d'Africa, senza riuscire a superare la fase a gironi.

## Statistiche

### Cronologia presenze e reti in nazionale[5]
| Cronologia completa delle presenze e delle reti in nazionale ― Kenya | Cronologia completa delle presenze e delle reti in nazionale ― Kenya | Cronologia completa delle presenze e delle reti in nazionale ― Kenya | Cronologia completa delle presenze e delle reti in nazionale ― Kenya | Cronologia completa delle presenze e delle reti in nazionale ― Kenya | Cronologia completa delle presenze e delle reti in nazionale ― Kenya | Cronologia completa delle presenze e delle reti in nazionale ― Kenya | Cronologia completa delle presenze e delle reti in nazionale ― Kenya |
| Data                                                                 | Città                                                                | In casa                                                              | Risultato                                                            | Ospiti                                                               | Competizione                                                         | Reti                                                                 | Note                                                                 |
| -------------------------------------------------------------------- | -------------------------------------------------------------------- | -------------------------------------------------------------------- | -------------------------------------------------------------------- | -------------------------------------------------------------------- | -------------------------------------------------------------------- | -------------------------------------------------------------------- | -------------------------------------------------------------------- |
| 14-3-1988                                                            | Rabat                                                                | Nigeria                                                              | 3 – 1                                                                | Kenya                                                                | Coppa d'Africa 1988 - 1º turno                                       | -                                                                    | 48’                                                                  |
| 17-3-1988                                                            | Rabat                                                                | Egitto                                                               | 3 – 0                                                                | Kenya                                                                | Coppa d'Africa 1988 - 1º turno                                       | -                                                                    |                                                                      |
| 20-3-1988                                                            | Rabat                                                                | Cambogia                                                             | 0 – 0                                                                | Kenya                                                                | Coppa d'Africa 1988 - 1º turno                                       | -                                                                    |                                                                      |
| 3-3-1990                                                             | Annaba                                                               | Senegal                                                              | 0 – 0                                                                | Kenya                                                                | Coppa d'Africa 1990 - 1º turno                                       | -                                                                    |                                                                      |
| 6-3-1990                                                             | Annaba                                                               | Zambia                                                               | 1 – 0                                                                | Kenya                                                                | Coppa d'Africa 1990 - 1º turno                                       | -                                                                    |                                                                      |
| Totale                                                               |                                                                      | Presenze                                                             | 5                                                                    |                                                                      | Reti                                                                 | 0                                                                    |                                                                      |

## Palmarès

### Club

#### Competizioni nazionali
- Campionato keniano: 3

Gor Mahia: 1987, 1990, 1993
- Coppa di Kenya: 2

Gor Mahia: 1987, 1988

#### Competizioni internazionali
- Coppa delle Coppe d'Africa: 1

Gor Mahia: 1987